# Ахмед II
Ахме́д II (осман. آحمد ثانى‎ / Âhmed-i sânî, тур. İkinci Ahmet) (25 февраля 1643, Константинополь — 6 февраля 1695, Эдирне) — 21-й султан Османской империи (1691—1695).

## Биография
Сын султана Ибрагима I Безумного и Хатидже Муаззез Султан, младший брат султанов Мехмеда IV и Сулеймана II. До вступления на престол более 40 лет провел в изоляции во дворце Топкапы (в т. н. «кафесе»).
В правление Ахмеда II неудачно для османов продолжалась война со Священной лигой. 19 августа 1691 г. османская армия была разгромлена в битве при Сланкамене имперскими войсками под командованием Людвига Баденского. В этом сражении погиб Великий визирь Фазыл Мустафа Кёпрюлю.
В тот период времени великим визирем стал Арабаджи Али-паша. На заседании имперского совета в Эдирне главный судья Румелии заявил, что Арабаджи Али следует немедленно ехать в Белград, чтобы там следить за приготовлениями к кампании 1692 года. Тот без особой охоты согласился, но у него ушло три или четыре месяца на то, чтобы туда добраться, поскольку его отъезд задержала начавшаяся зима. Поэтому Эдирне был объявлен местом зимовки армии и ее оперативной базой. 
Однако вскоре началась борьба за власть среди государственных чиновников. Жертвами этой борьбы стали великий визирь Арабаджи Али-паша, имущество которого конфисковали, а его самого отправили в ссылку на Родос, а также Амджазаде Хусейн-паша, которого срочно направили в район пролива Дарданеллы. Теперь передовой базой австрийцев на дунайском фронте стал Петроварадин, расположенный всего в нескольких переходах от Белграда, и высшему командованию османской армии было ясно, что в настоящий момент ни о каком наступлении на север и речи быть не может и что нужно сосредоточить свои усилия на том, чтобы удержать линию фронта на Дунае. В ноябре после того, как было принято решение временно прекратить дальнейшее восстановление и укрепление крепости Белград, армия вернулась в Эдирне.
Умер от водянки 6 февраля 1695 года.

## Семья
Жёны и наложницы:
- Рабия-султан (ум. 3 января 1713)
- Шаесте-ханым (ум. 1710)

Дети:
- Шехзаде Ибрагим  (7 октября 1692 — 4 мая 1714; мать — Рабия-султан[4])
- Шехзаде Селим (7 октября 1692 — 15 мая 1693; мать — Рабия-султан[4])
- Асие-султан (ум. 24 августа 1694[4][5]; мать — Рабия-султан)
- Атике-султан (родилась 21 октября 1694[4]; мать — Шаесте-ханым)
- Хатидже-султан[4] (мать — Шаесте-ханым)